# ارتودوکس (بوکس)

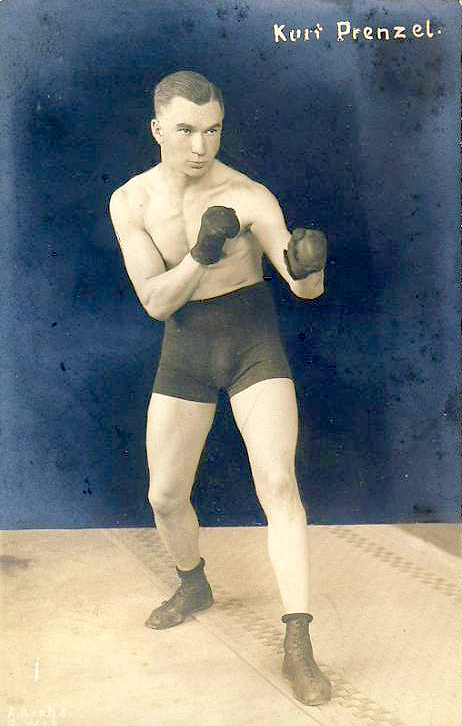
کورت پرنزل، بوکسور دهه ۱۹۲۰ در حال نمایش ایستادن ارتودوکس با دست و پای چپ جلو.

ارتودوکس (انگلیسی: Orthodox stance) در ورزش‌های رزمی همچون بوکس، نوعی از ایستادن است، که مبارز، پای چپ خود را جلوتر از پای راستش قرار می‌دهد، تا سمت ضعیف خود را به حریف نزدیک‌تر نگه دارد. این روش در بوکس بسیار معمول است و بیشتر توسط بوکسورهای راست‌دست استفاده می‌شود. بسیاری از قهرمانان از جمله؛ ایواندر هالیفیلد، آنتونی جاشوا، محمدعلی کلی، مایک تایسون، ولادیمیر کلیچکو، جک جانسون، فلوید می‌ودر و تایسون فیوری، از این روش استفاده کرده‌اند.
روش دیگر که بیشتر توسط بوکسورهای چپ‌دست استفاده می‌شود، قرینه همین روش است و چپ گارد نام دارد.